# Драфт НХЛ 1967
Любительский драфт НХЛ 1967 года состоялся 7 июня в отеле «Королева Елизавета» в Монреале.

## Процедура драфта
Во время 5-го драфта НХЛ в 3-х раундах было выбрано 18 хоккеистов. Первым номером драфта стал Рик Панутти, выбранный клубом «Лос-Анджелес Кингз». Все участвовавшие в драфте игроки представляли Канаду и только трое из восемнадцати попробовали свои силы в НХЛ.
В 1967 году произошло расширение лиги, увеличившее число команд с шести до двенадцати. 6 июня был проведён драфт расширения для клубов-новичков, которые укомплектовали свои составы и были включены в Западный дивизион. На следующий день состоялся входящий драфт НХЛ, в котором право первого выбора было предоставлено командам-новичкам – «Окленд Силс», «Лос-Анджелес Кингз», «Миннесота Норт Старз», «Филадельфия Флайерз», «Питтсбург Пингвинз» и «Сент-Луис Блюз».

## Итоги драфта
В представленном ниже списке полностью приведён первый раунд драфта и наиболее успешные игроки из более поздних кругов драфта.
Легенда:
   # = Номер драфта, С = Страна, А = Амплуа, И = Игры, Г = Голы, П = Передачи, О = Очки, Ш = Штрафные минуты
| 1-й раунд | 1-й раунд            |        |               |    | Итого в НХЛ | Итого в НХЛ | Итого в НХЛ | Итого в НХЛ | Итого в НХЛ |
| #         | Команда              | C      | Игрок         | А  | И           | Г           | П           | О           | Ш           |
| --------- | -------------------- | ------ | ------------- | -- | ----------- | ----------- | ----------- | ----------- | ----------- |
| 1         | Лос-Анджелес Кингз   | Канада | Рик Панутти   | З  | -1,01       | -1,01       | -1,01       | -1,01       | -1,01       |
| 2         | Питтсбург Пингвинз   | Канада | Стив Рекси    | В  | -1,02       | -1,02       | -1,02       | -1,02       | -1,02       |
| 3         | Окленд Силс          | Канада | Кен Хикс      | Ф  | -1,03       | -1,03       | -1,03       | -1,03       | -1,03       |
| 4         | Миннесота Норт Старз | Канада | Уэйн Чизмэн   | З  | -1,04       | -1,04       | -1,04       | -1,04       | -1,04       |
| 5         | Филадельфия Флайерз  | Канада | Серж Бернье   | ПН | 302         | 78          | 119         | 197         | 234         |
| 6         | Нью-Йорк Рейнджерс   | Канада | Боб Диксон    | ЛН | -1,05       | -1,05       | -1,05       | -1,05       | -1,05       |
| 7         | Чикаго Блэк Хокс     | Канада | Боб Томбари   | ЛН | -1,06       | -1,06       | -1,06       | -1,06       | -1,06       |
| 8         | Монреаль Канадиенс   | Канада | Элгин Маккэнн | ПН | -1,07       | -1,07       | -1,07       | -1,07       | -1,07       |
| 9         | Детройт Ред Уингз    | Канада | Рон Барквелл  | Ф  | -1,08       | -1,08       | -1,08       | -1,08       | -1,08       |
| 10        | Бостон Брюинз        | Канада | Михэн Боннэр  | ПН | -1,09       | -1,09       | -1,09       | -1,09       | -1,09       |
| 11        | Питтсбург Пингвинз   | Канада | Боб Смит      | ЦН | -1,11       | -1,11       | -1,11       | -1,11       | -1,11       |
| Р#2       | -2                   | -2     | -2            | -2 | -2          | -2          | -2          | -2          | -2          |
| 16        | Торонто Мэйпл Лифс   | Канада | Боб Келли     | ЛН | 425         | 87          | 109         | 196         | 687         |

## Статистика драфта
- Количество хоккеистов игравших в НХЛ: 3;
- Процент игравших в НХЛ от общего числа игроков: 16,7;
- Среднее количество игр за карьеру в НХЛ: 313;
- Среднее количество голов за карьеру в НХЛ: 67;
- Среднее количество очков за карьеру в НХЛ: 162;
- Среднее количество штрафных минут за карьеру в НХЛ: 330.